# Georgiana
Georgiana é uma cidade  localizada no estado americano do Alabama, no Condado de Butler.

## Demografia
Segundo o censo americano de 2000, a sua população era de 1737 habitantes.
Em 2006, foi estimada uma população de 1609, um decréscimo de 128 (-7.4%).

## Geografia
De acordo com o United States Census Bureau, a localidade tem uma área de 16,2 km², sem área coberta por água.

## Localidades na vizinhança
O diagrama seguinte representa as localidades num raio de 40 km ao redor de Georgiana.